# Rössingberge
Pour les articles homonymes, voir Rössing.
La Rössingberge est un petit massif montagneux dans la région d'Erongo en Namibie. Il se trouve à environ 30 km à l'est de Swakopmund et s'étend sur une superficie d'environ 10 km2. Le plus haut sommet culmine à 726 m d'altitude. La mine d'uranium de Rössing est située à environ 15 km plus à l'est dans les monts Klanbergen.